# Cyclocephala munda
Cyclocephala munda är en skalbaggsart som beskrevs av Kirsch 1870. Cyclocephala munda ingår i släktet Cyclocephala och familjen Dynastidae. Inga underarter finns listade i Catalogue of Life.